# 指示剂

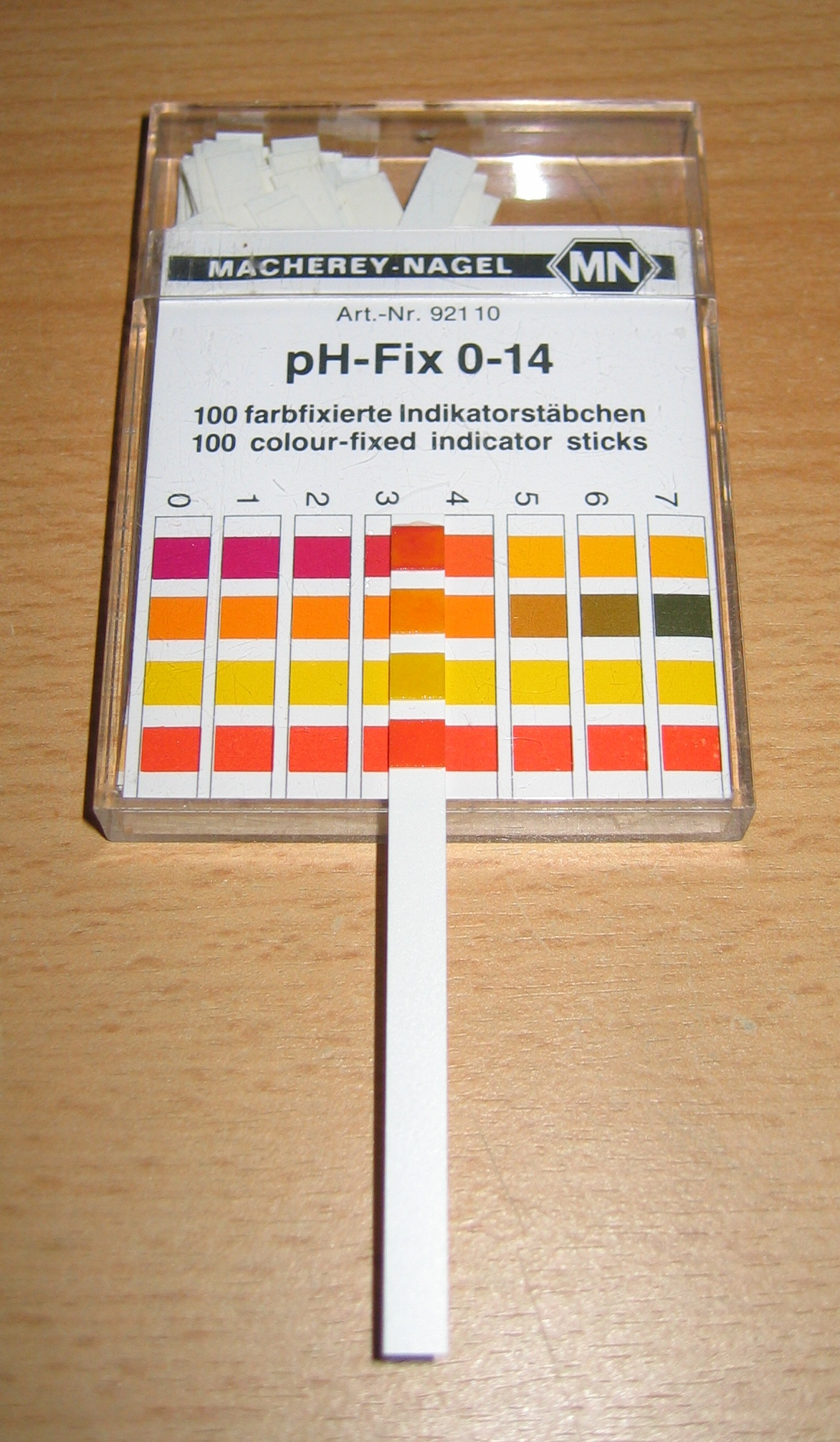
一盒pH試紙。

指示剂是分析化学中的一类试剂，它用于滴定操作中，用来指示滴定反应的终点。滴定反应需要灵敏的指示剂来指示反应的完成。指示剂在反应完成时，会迅速变成另一种颜色。这样实验者就可以根据指示剂的变色来确定反应的终止。

## 作用原理及使用方法
指示剂的作用原理是，在环境发生改变时自身形态会改变从而改变颜色，通过颜色的改变指示滴定终点。在滴定终点附近、指示剂变色的过程中，它会呈现出一种中间色，处在这个过程中的范围叫作指示剂的变色范围。在滴定终点附近，滴定曲线会有一个突跃，这个突跃使得指示剂无需很精确，只要滴定终点落在指示剂的变色范围内即可。
选择指示剂的标准，一是变色范围包括终点，二是反应灵敏。也就是说，一种合格的指示剂在达到终点时必须很快变色。
指示剂要放入待滴试液中使用，而且不可以影响反应物的变化，因此一般滴定实验只需1-2滴指示剂。

## 种类
根据滴定反应类型的不同，指示剂的使用也有不同。指示剂可以再分为三类，酸碱指示剂、氧化还原指示剂和络合指示剂。

### 酸碱指示剂

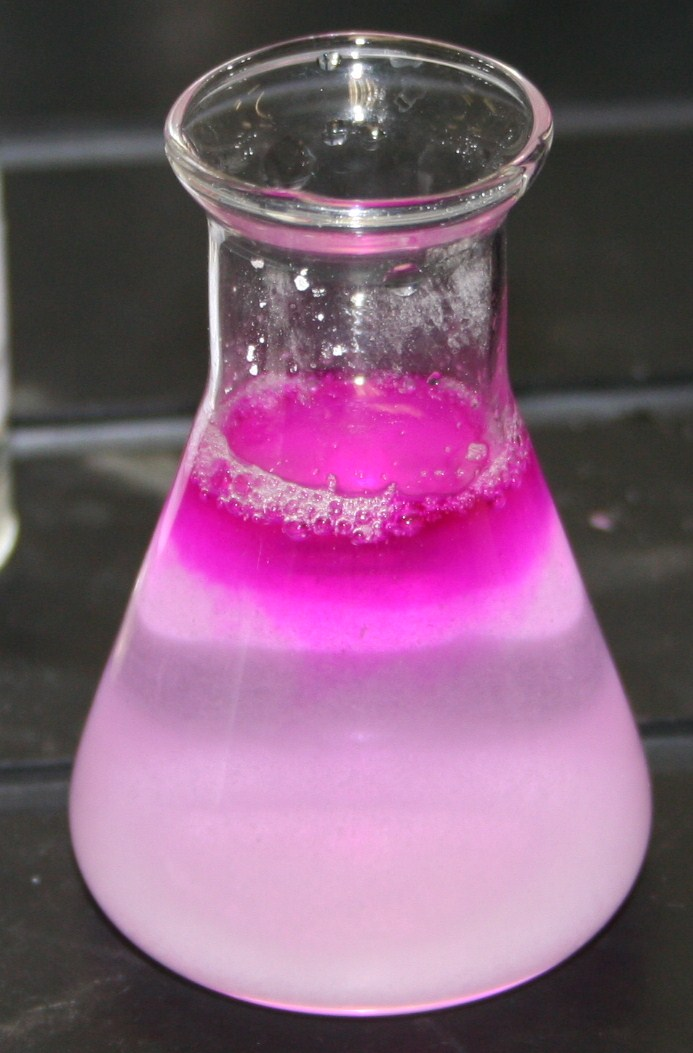
採用酚酞指示劑進行酸鹼滴定，達到滴定終點時的情形。

酸碱指示剂又称pH指示剂，是酸碱中和滴定的指示剂。这一类指示剂多为有色的有机弱酸或弱碱，在达到一定pH值时会解離，与溶液中的H+或OH−离子结合改变形态，从而改变颜色。(解離方程式的例子:以HIn表示指示劑分子，HIn→H+ +In−)
常用的酸碱指示剂有酚酞、甲基红、甲基橙等。
酸碱指示剂常被做成试纸，用来测定溶液的酸碱度。如果只需测定溶液为酸性还是碱性，只需要一种变色范围接近pH=7的指示剂即可，比如石蕊。用多种变色范围不同的指示剂混合做成的试纸可以测量到pH值的整数位，这种试纸叫做pH试纸。

### 氧化还原指示剂
氧化还原指示剂用在氧化还原滴定中，在试液的电位改变时可以迅速的改变颜色。
有些氧化还原指示剂因发生氧化还原反应而变色，如“蓝瓶实验”中的亚甲基蓝。还有一些指示剂变色时发生配合反应，这些指示剂仅用于有特定反应物或生成物的反应，如淀粉在碘量法实验中的使用。
如果指示剂的氧化还原变色反应涉及质子，那么使用时还应考虑溶液酸碱性对变色范围的影响。
值得注意的是，有些氧化还原滴定反应的反应物在反应前后有明显颜色变化，如高锰酸钾等，这类物质滴定时本身可以起到指示剂的作用，但它们不是指示剂。